# ریوئو، شیگا
ریوئو، شیگا (به لاتین: Ryūō, Shiga) یک منطقهٔ مسکونی در ژاپن است که در استان شیگا واقع شده‌است. ریوئو ۱۳٬۴۰۳ نفر جمعیت دارد.